# Centre Europeu de Recerca i Tecnologia Espacials
El Centre Europeu de Recerca i Tecnologia Espacials (ESTEC, de European Space Research and Technology Centre) és el principal centre de recerca i desenvolupament de l'Agència Espacial Europea per naus i tecnologia espacial en general. Està situat a Noordwijk, Holanda del Sud, als Països Baixos.
A l'ESTEC, que compta amb una plantilla d'aproximadament 2500 enginyers, tècnics i científics, treballen en el disseny de missions, naus, satèl·lits i tecnologia espacial. L'ESTEC compta amb unes grans instal·lacions com el Large Space Simulator (LSS), cambres de proves acústiques i electromagnètiques, taules de vibració multieix i l'ESA Propulsion Laboratory (EPL) per a poder realitzar proves i verificacions sobre la fiabilitat dels sistemes abans de ser enviats a l'espai. Abans de la posada en òrbita de gairebé tots els equips que l'ESA, aquests són testejats i provats a l'ESTEC.
L'àrea Space Expo és el centre de visitants de l'ESTEC. Hi ha una exposició permanent sobre l'exploració espacial.

## Activitats
- Avaluació de futures missions
- Suport de projectes actuals
- Centre de Proves
- Operacions

## Paper de l'ESTEC en l'Agència Espacial Europea
L'ESTEC és el centre de l'activitat real l'ESA, és responsable de la gestió de la part tècnica i dels projectes de l'Agència Espacial, mentre que la fabricació i desenvolupament d'aquests projecte els realitza majoritàriament la indústria aeroespacial europea. El centre compta amb 2.500 treballadors, incloent enginyers, científics i tècnics, que donen suport tècnic als satèl·lits de l'ESA i a les activitats relacionades amb projectes de vols tripulats, així com a la indústria espacial europea. És també la seu del departament de ciència espacial de l'ESA, que és el vincle essencial entre l'ESA i els científics externs.
En aquest centre és on es defineixen els programes dels futurs satèl·lits científics o tecnologies d'aplicació i desenvolupament de nous necessaris per a la seva implementació. En particular, està directament involucrat en la concepció i la primera fase de desenvolupament de les missions espacials, mentre que el desenvolupament i la construcció dels satèl·lits se subcontracta a empreses dels països membres de l'ESA. El centre també ofereix sistemes complets per a la prova i un entorn de simulació entre els més grans i eficients del món, que li permeten testejar els components més importants dels satèl·lits abans de posar-los en òrbita, incloent els vectors de llançament, com ara Ariane 4 i Ariane 5.
Entre les infraestructures més importants del centre cal destacar el  Gran Simulador Espacial (en anglès Large Spacial Simulator, LSS), una cambra d'assaig blindada elèctricament que té un més d'un eix d'oscil·lació. Gairebé tots els satèl·lits de l'ESA i l'equip presenta en aquest centre abans d'estar a punt per a ser posats en òrbita, de fet les proves finals són necessaris per entendre el comportament dels satèl·lits en un entorn probable que espacial, típicament s'han realitzat en aquest simulador.
L'ESTEC té un paper important en la divulgació científica, ja que regularment s'hi organitzen conferències sobre els resultats obtinguts en les missions espacials i, en general, les tecnologies avançades en l'espai.